# Michael Musyoki
Michael Musyoki (auch Mike Musyoki; * 28. Mai 1956 in Machakos) ist ein ehemaliger kenianischer Langstreckenläufer.

## Karriere
Er gewann bei den Panafrikanischen Spielen 1978 in Algier die Silbermedaillen im 5000-Meter-Lauf und im 10.000-Meter-Lauf. Dasselbe Resultat erzielte er kurze Zeit später bei den Commonwealth Games in Edmonton. Seinen bedeutendsten Erfolg auf der Bahn erzielte er bei den Olympischen Spielen 1984 in Los Angeles, wo er über 10.000 m hinter dem Italiener Alberto Cova und dem Briten Mike McLeod die Bronzemedaille errang.
Auch im Straßenlauf war Musyoki erfolgreich. Am 19. September 1982 stellte er beim Philadelphia-Halbmarathon mit einer Zeit von 1:01:36 h einen Weltrekord auf der Halbmarathondistanz auf, der gut ein Jahr lang Bestand hatte. 1986 siegte Musyoki beim Great North Run. Seine Zeit von 1:00:43 h lag zwölf Sekunden unter dem damaligen Weltrekord. Die Strecke des Laufs ist jedoch wegen eines unzulässigen Gefälles nicht rekordtauglich. Im selben Jahr wurde er Vierter beim Chicago-Marathon. 
Michael Musyoki ist 1,68 m groß und wog zu Wettkampfzeiten 54 kg. Er besuchte von 1979 bis 1983 die University of Texas at El Paso.

## Persönliche Bestzeiten
- 3000 m: 7:46,42 min, 22. Juni 1977, Köln
- 5000 m: 13:24,89 min, 16. August 1978, Zürich
- 10.000 m: 27:41,92 min, 30. Juni 1977, Helsinki
- 10-km-Straßenlauf: 27:29 min, 1. April 1984, New Orleans
- 15-km-Straßenlauf: 42:28 min, 26. Juni 1983, Portland (ehemalige Weltbestzeit)
- Marathon: 2:10:30 h, 26. Oktober 1986, Chicago